# Barranca abajo (álbum)
Barranca abajo es el séptimo álbum de estudio de la banda de rock uruguaya El Cuarteto de Nos. Fue lanzado en CD por el sello Ayuí / Tacuabé en el año 1995.
El álbum mantiene un hilo conceptual entre las canciones que narra la vida de José Barrancas, un personaje ficticio que es el protagonista del disco.
El grupo se toma en broma su éxito y al disco editado en 1995 lo llaman Barranca abajo. Aunque la idea del título es ironizar con su fama, el álbum fue muy bien vendido en Uruguay. Este disco se destaca por ser más oscuro en lo musical que sus predecesores, haciéndose de algunos estilo como el punk, entre las canciones más destacadas están «Vino en mi jeringa», «No me puedo mover», «Barranca Abajo» y «El diablo en mi corazón».

## Lista de canciones
| N.º   | Título                          | Letras           | Música        | Duración |  |
| 1.    | «Barranca Abajo» (Instrumental) | -                | Ricardo Musso | 1:59     |  |
| 2.    | «Almejas»                       | Ricardo Musso    |               | 3:06     |  |
| 3.    | «Guacha Vamo al Cine»           | Santiago Tavella |               | 3:25     |  |
| 4.    | «Historietas»                   | Roberto Musso    |               | 3:37     |  |
| 5.    | «Amnesia»                       | Santiago Tavella |               | 2:50     |  |
| 6.    | «Si Se Chupa la Canaria»        | Roberto Musso    |               | 4:25     |  |
| 7.    | «Disculpe»                      | Santiago Tavella |               | 3:03     |  |
| 8.    | «El Diablo en Mi Corazón»       | Roberto Musso    |               | 4:54     |  |
| 9.    | «Palomontio Ñu»                 | Santiago Tavella |               | 2:04     |  |
| 10.   | «Tupamaro»                      | Roberto Musso    |               | 3:29     |  |
| 11.   | «Cuando Ya No Importe»          | Santiago Tavella |               | 3:38     |  |
| 12.   | «Apocalipsis Now»               | Roberto Musso    |               | 3:32     |  |
| 13.   | «Barranca Abajo»                | Santiago Tavella |               | 3:24     |  |
| 14.   | «Vino en Mi Jeringa»            | Roberto Musso    |               | 3:28     |  |
| 15.   | «No Me Puedo Mover»             | Ricardo Musso    |               | 3:01     |  |
| 16.   | «El Empleado y la Muerte»       | Ricardo Musso    |               | 2:31     |  |
| 52:31 |                                 |                  |               |          |  |

## Personal
- Roberto Musso: Guitarras, voz
- Ricardo Musso: Guitarras, teclados, voz
- Santiago Tavella: Bajo y voz
- Álvaro Pintos: Batería, percusión y coros

## Información técnica
- Grabado y mezclado por Ricardo Musso en Tío Riki (Montevideo) entre abril y julio de 1995
- Diseño gráfico: Idea del Cuarteto realizada por Alejandro Rubio, supervisada por Santiago Tavella
- Fotos: Rodolfo Fuentes